# Gustav Östling
Gustav Östling, född 17 december 1914 i Hedesunda, död 9 juli 1989 i Valbo, var en svensk friidrottare (långdistanslöpare). Han tävlade för IFK Gävle och I 14:s IF. Östling vann SM-guld på 25 000 m åren 1946 och 1948 och i maratonlöpning år 1947. Vid OS i London 1948 kom han sjua i maratonloppet.